# The Binding of Isaac: Rebirth
The Binding of Isaac: Rebirth est un remake du jeu vidéo The Binding of Isaac, développé par Nicalis et Edmund McMillen. Le jeu est sorti le 4 novembre 2014 sur Windows, OS X, GNU/Linux, PlayStation 4 et PlayStation Vita, puis sur New Nintendo 3DS, Wii U et Xbox One le 23 juillet 2015 en Amérique du Nord et le 29 octobre en Europe. Le jeu est ensuite sorti en 2017 sur iOS et Nintendo Switch.
Le jeu est un rogue-like dans lequel le joueur incarne Isaac qui cherche à s'échapper de sa mère, voulant sacrifier son fils pour prouver sa foi en Dieu, via les sous-sols de la maison aux allures de donjon. Les niveaux de jeu sont générés aléatoirement et le joueur peut faire évoluer son personnage via divers objets, eux aussi renouvelés à chaque partie. Le but est d'arriver au bout du donjon, où Isaac affronte sa mère. Une fois le jeu terminé, des épilogues sont possibles, ajoutant de nouveaux étages plus difficiles au donjon.
Le jeu se veut très proche de son prédécesseur : le but de Edmund McMillen a été de refaire un jeu avec un nouveau moteur et plus de contenus afin de l'améliorer. Les limitations du moteur précédent en Flash ont poussé McMillen à repenser le jeu de zéro et à sortir cette version comme étant un nouveau jeu. Le second objectif pour McMillen était de changer l'aspect graphique du jeu, pour opter pour du pixel-art tel qu'il l'avait souhaité dès le départ.
À sa sortie, le jeu est bien reçu par la presse et les joueurs, malgré des critiques sur le manque de nouveautés et une trame narrative identique à l'opus précédent.
En octobre 2015, un DLC nommé Afterbirth sort ajoutant plus de contenu et allongeant sa durée de vie avec un nouveau mode de jeu et des fins alternatives. Le contenu de ce DLC a en partie été imaginé par les joueurs eux-mêmes, via les propositions faites sur le site Reddit. Un second DLC intitulé Afterbirth † est sorti en janvier 2017 et intègre notamment un éditeur de niveaux et d'objets, ainsi qu'une API permettant la conception de mods en Lua.
Un dernier DLC intitulé Repentance sort en mars 2021. Toujours plus de contenu est ajouté, dont notamment des nouveaux objets, boss, et 2 autres fins alternatives. Ce DLC introduit le concept des personnages dits « impurs ». Chaque personnage normal ayant sa partie impure jouable séparément de lui, le nombre de personnages jouables a donc été doublé, ce qui donne 34 personnages.

## Trame

### Histoire

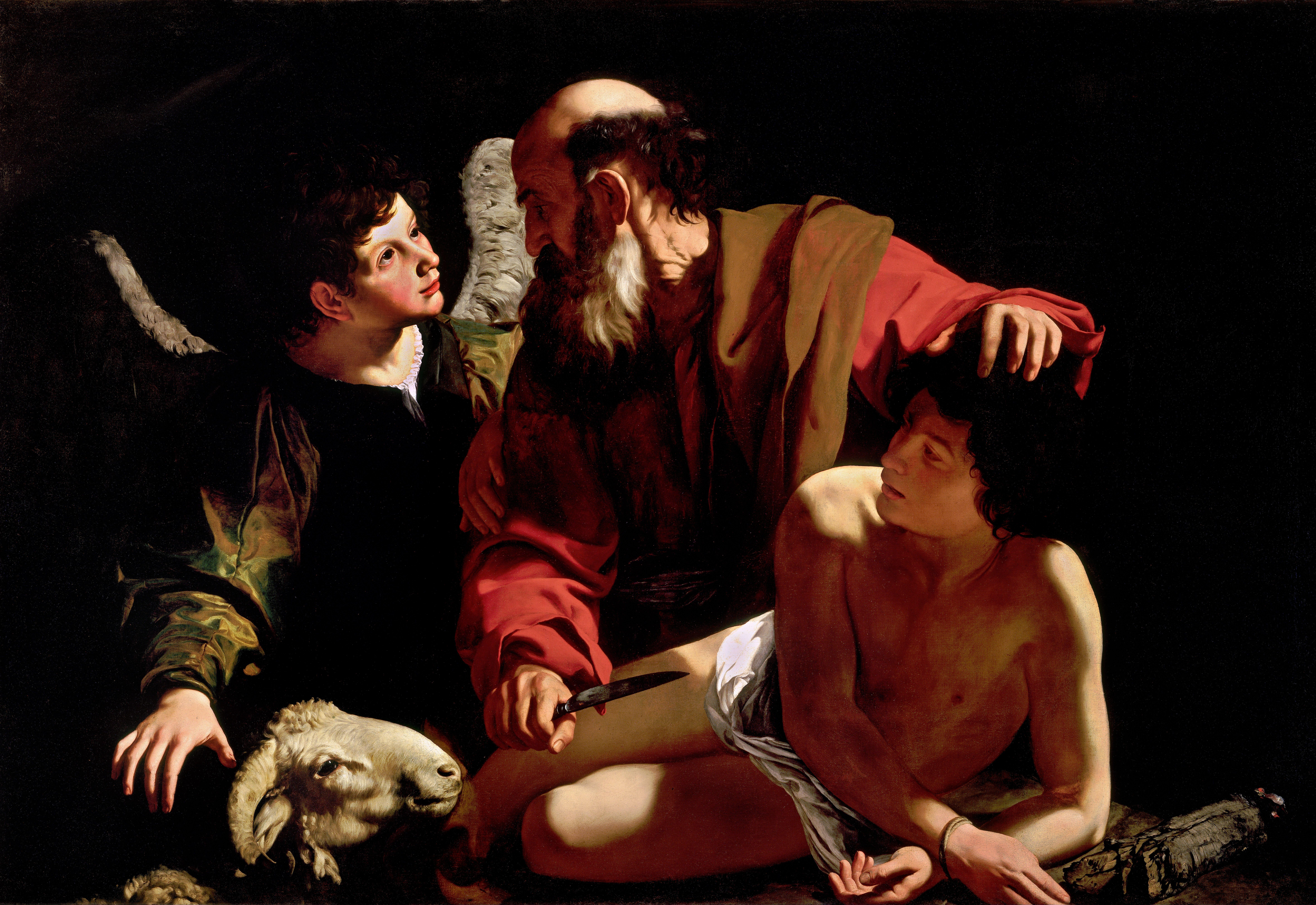
Représentation du sacrifice d'Isaac (huile sur toile vers 1603, Le Caravage)

Isaac et sa mère vivent paisiblement dans leur maison jusqu'au jour où la pieuse mère d'Isaac de foi chrétienne entend « une voix venant du dessus », qui s'apparente à un message de Dieu. Ce dernier lui dit que son fils est corrompu par les péchés et lui demande alors de lui retirer tout ce qui est mauvais pour lui. Sa mère obéit et confisque les jouets, les images et même les vêtements de son enfant. Une fois de plus la voix retentit, exigeant que le jeune Isaac soit écarté pour de bon de tout ce qui est mauvais dans le monde, sa mère s'exécute et enferme Isaac dans sa chambre. La voix se fait de nouveau entendre et requiert qu'elle lui offre le sacrifice de son fils comme preuve de sa foi. Sa mère se saisit d'un couteau de boucher pour accomplir le souhait divin. Isaac, qui a assisté à la scène, tente alors d'échapper à sa mère en rentrant dans la cave de la maison.
C'est ainsi que durant tout le jeu Isaac va tenter de descendre de plus en plus loin dans la cave de sa maison pour fuir la folie sanguinaire de sa propre mère. Au détour des salles que comportent les différents « niveaux », ou étages de la cave, Isaac est confronté à des créatures et des monstres surnaturels aux apparences nauséeuses évoquant des insectes, des organes ou encore des cadavres humanoïdes.

### Scénario
Le principe du jeu est identique à The Binding of Isaac : le joueur incarne Isaac, un enfant qui souhaite échapper à sa mère chrétienne désirant le sacrifier pour faire plaisir à Dieu. Le but est alors de parcourir différentes salles, dont le style rappelle les donjons de The Legend of Zelda, afin d'échapper à sa mère. Au cours du jeu, le joueur récupère des objets qui améliorent les caractéristiques du personnage et permettent de continuer à descendre les étages du donjon.
Le système de jeu et la forte présence de références bibliques restent identiques au premier opus.

### Personnages
Au début de chaque partie, le joueur a le choix parmi une liste de personnages, dont la plupart font référence à des personnages de la Bible. Au départ, le joueur ne peut choisir qu'Isaac, mais il est possible de débloquer douze autres personnages en remplissant des conditions diverses dans le jeu (récolter un certain nombre de pièces, vaincre certains boss, etc.). Chaque personnage a des caractéristiques de départ différentes parmi lesquelles la puissance d'attaque, la vitalité, la vitesse de déplacement, la cadence de tir et les éventuels objets de départ. De plus, des succès spécifiques sont associés à chacun, ce qui oblige le joueur de tous les maitriser s'il souhaite finir le jeu à 100 %.
Les sept personnages jouables du précédent opus sont présents dans Rebirth : Isaac, Caïn, Judas, Ève, Marie de Magdala, Samson, et ??? (aussi appelé Blue baby). Quatre nouveaux personnages sont disponibles dans Rebirth : Azazel, Lazarus, Eden et The Lost. Les trois premiers sont des références bibliques tandis que The Lost est un personnage caché, qui est débloqué uniquement via une succession d'actions précises. Il est destiné aux fans, par sa complexité à le débloquer et à le jouer : il ne possède aucun cœur de vie et ne peut en gagner, ce qui le rend très vulnérable.
L'extension Afterbirth intègre deux nouveaux personnages : Lilith et The Keeper. De façon similaire à The Lost, ce dernier a demandé une chasse au trésor pour être découvert par les joueurs.
L'extension Afterbirth † ajoute deux nouveaux personnages : Apollyon et The Forgotten.
Enfin, l'extension Repentance rajoute deux derniers personnages : Bethany, dont le nom s'inspire du village Béthanie, ainsi que Jacob et Ésaü.
| Isaac | Non      | 3 cœurs                                        | 1.00 | 1 bombe                                     |                           |
| Magdalene | Non      | 4 cœurs                                        | 1.00 | Yum Heart                                   |                           |
| Caïn | Non      | 2 cœurs                                        | 1.20 | Lucky Foot, 1 clé                           |                           |
| Judas | Non      | 1 cœur                                         | 1.35 | The Book of Belial, 3 pièces                |                           |
| ??? | Non      | 3 cœurs d'âme                                  | 1.05 | The Poop                                    |                           |
| Eve | Non      | 2 cœurs                                        | 0.75 | Whore of Babylon, Dead Bird                 |                           |
| Samson | Non      | 3 cœurs                                        | 1.00 | Bloody Lust                                 |                           |
| Azazel | Non      | 3 cœurs noirs                                  | 1.50 | 1 carte                                     | Laser à courte portée     |
| Lazarus | Non      | 3 cœurs                                        | 1.00 | 1 pilule                                    |                           |
| Eden | Non      | Aléatoire                                      | 1.00 | Aléatoire                                   |                           |
| The Lost | Non      | Aucun                                          | 1.00 | 1 pièce                                     |                           |
| Lilith | Oui      | 1 cœur rouge et 2 cœurs noirs                  | 1.00 | Box of Friends, Incubus, Cambion Conception | Larmes depuis un familier |
| The Keeper | Oui      | 2 pièces                                       | 1.20 | 1 bombe                                     | Triple larmes             |
| Apollyon | Oui (2e) | 2 cœurs                                        | 1.00 | Void                                        |                           |
| The Forgotten | Oui (2e) | 2 cœurs d'os, 1 cœur d'âme pour The Soul       | 1.50 | -                                           | Massue en os              |
| Bethany | Oui (3e) | 3 cœurs, 4 charges de cœurs d'âme              | 1.00 | Book of Virtues                             |                           |
| Jacob and Esau | Oui (3e) | 3 cœurs (Jacob), 1 cœur d'âme et 1 cœur (Esau) | -    | -                                           |                           |
| Notes : - Certains personnages peuvent avoir des items initiaux supplémentaires une fois certains succès accomplis au cours du jeu ; - Chaque personnage possède les mêmes dégâts de base (3.50), mais chacun dispose d'un multiplicateur différent, qui donne le nombre effectif de dégâts ; - Si non renseignée, l'attaque est un jet de larmes, dont la puissance initiale et la vitesse de tir varient selon le personnage ; - Eden a un fonctionnement particulier : il fonctionne avec des jetons que le joueur gagne en finissant le jeu avec les autres personnages; - Les "cœurs" de The Keeper sont des pièces qui ne peuvent être rechargées qu'avec des pièces en jeu (pennies, nickels, dimes). |          |                                                |      |                                             |                           |

## Système de jeu
The Binding of Isaac est un jeu d'action-aventure rogue-like en 2D vu du dessus. Le joueur incarne l'un des personnages jouables, et doit explorer une suite de donjons, composés de salles de tailles variées, parfois verrouillées au moyen de mécanismes ou verrous, ou parfois camouflées par un mur, nécessitant une bombe pour le franchir.
À l'exception d'Azazel et de Lilith, les personnages qu'incarne le joueur se battent en lançant leurs larmes dans les quatre directions : haut, bas, gauche et droite. Le tir peut être brossé en se déplaçant au moment du lancer, la trajectoire des larmes étant dépendante du mouvement du personnage. De nombreux objets peuvent modifier la manière dont les larmes se comportent tout en changeant l'apparence du personnage[réf. nécessaire].
Le jeu comporte six donjons de base, chacun des donjons est constitué d'un labyrinthe de salles cachées que le joueur dévoilera sur sa carte au fur et à mesure de son avancée. Au terme de chaque niveau, le joueur doit battre un boss pour gagner un nouvel objet et descendre au niveau suivant. Après avoir fini plusieurs fois le jeu, le joueur débloque de nouveaux niveaux, plus difficiles, permettant d'allonger le temps de chaque partie. Très vite, le joueur comprendra qu'il faudra compléter le post-it de chaque personnage, en battant des boss précis et qui devront être battus à des étages spécifiques afin de pouvoir obtenir la marque du post-it associé au boss battu. En effectuant certaines actions, le joueur peut également découvrir plusieurs objets consommables qui lui rendront de la santé ou augmenteront ses pouvoirs. Le monde est persistant : les monstres et les objets ne réapparaissent jamais une fois battus ou utilisés mais ne disparaissent pas non plus quand on change de salle. La disponibilité en objets consommables est limitée, le joueur doit donc les utiliser avec parcimonie.
Dans le jeu la mort est définitive, ce qui le rend difficile, oppressant et renforce l'aspect malsain général. La particularité du jeu est que les cartes des donjons sont générées de manière procédurale à chaque partie. Le fait qu'une situation n'a que très peu de probabilités de se reproduire à l'identique d'une partie à l'autre, et qu'il existe une grande variété d'objets offre un immense potentiel de variations et confère une importante rejouabilité au jeu.

### Nouveautés par rapport au jeu original
En plus du nouveau moteur graphique, le remake apporte de nouvelles fonctionnalités par rapport au jeu original :
- De nouveaux objets, monstres et défis ;
- De nouveaux étages, allongeant la durée des parties ;
- De nouveaux personnages ;
- Des seeds, permettant de jouer une partie prédéfinie où les objets et monstres sont toujours les mêmes ;
- Prise en charge des manettes ;
- Intégration d'un mode coopération local ;
- Plusieurs emplacement de sauvegardes.

Les développeurs communiquent sur 500 heures de jeu en incluant ces nouveautés.

### Multijoueur
À sa sortie, le jeu dispose également d'un mode multijoueur, jouable seulement en connexion locale. Il faut disposer pour cela d'une manette en plus du clavier ou de la première manette utilisée. Une fois qu'il a rejoint la partie, le second joueur récupère la moitié de la vie du premier joueur. Il joue, non pas un des personnages cités plus haut, mais des "bébés" (baby en anglais) déblocables lorsqu'on joue au jeu. Il dispose des effets des objets ramassés par le premier joueur, même si lui-même ne peut pas en ramasser. De plus, il est obligé de rester dans la fenêtre de vision du premier joueur, ce qui peut devenir désorientant dans les grandes salles.
En novembre 2024, dix ans après la sortie du jeu, une mise à jour inclut un mode multijoueur en ligne jusqu'à 4 joueurs,.

## Développement

### Contexte et lancement du projet

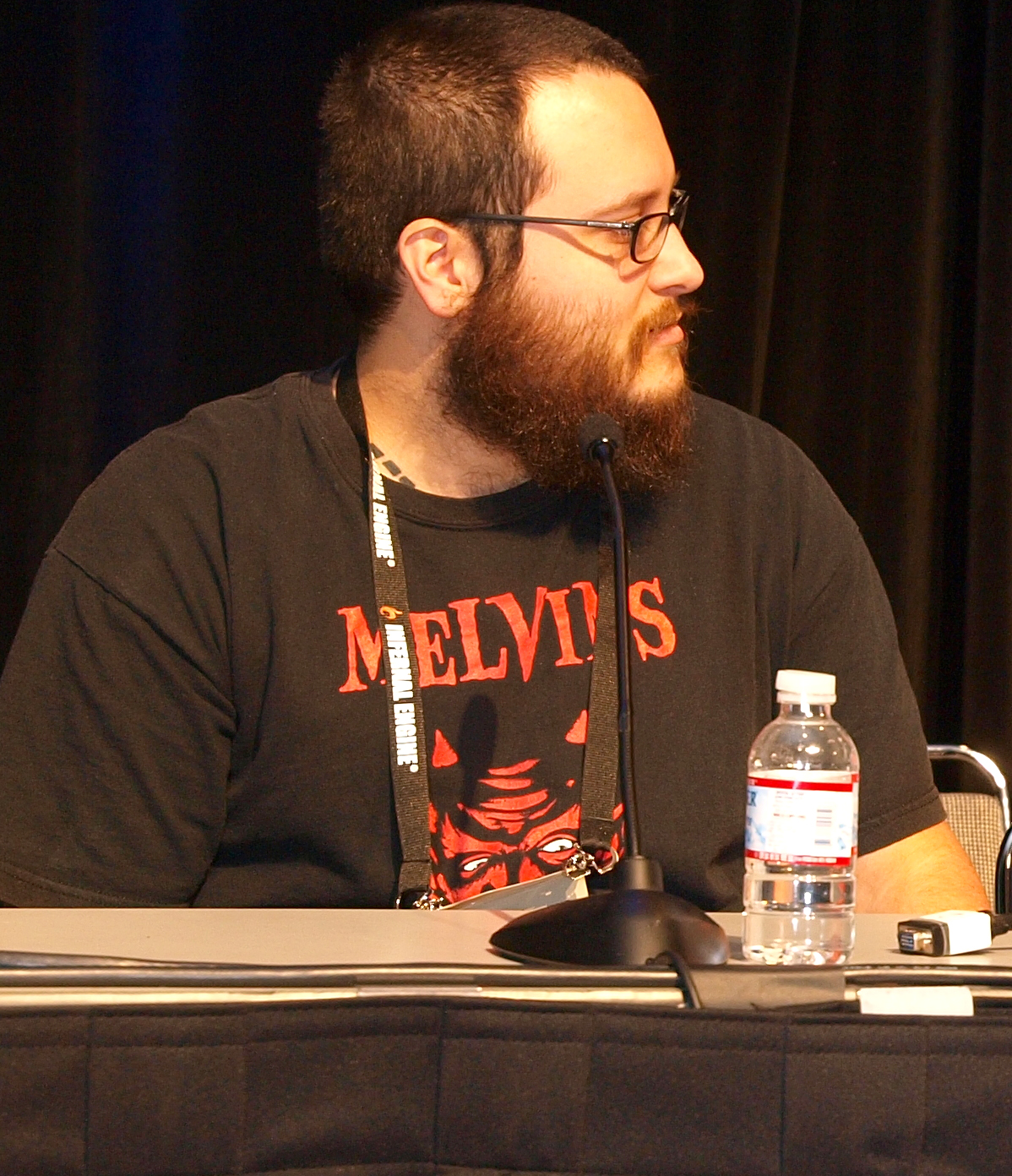
Edmund McMillen, auteur du jeu

En 2011, McMillen développe The Binding of Isaac en quelques mois avec l'aide de Florian Himsl, développeur avec qui il a déjà collaboré dans le passé. Le but de McMillen est de réaliser un jeu de type rogue-like, combiné avec son intérêt pour la religion, sans objectif commercial derrière. Une fois le jeu achevé, McMillen le publie sur Steam, où le jeu se vend entre 100  et   200 exemplaires par jour pendant plusieurs mois. Après cinq mois, les ventes augmentent, passant de 150 ventes à 500 puis jusqu'à 1 500 copies quotidiennes, sans pour autant avoir fait de promotion ou de soldes. Il découvre alors que le jeu possède une petite communauté de fans publiant chaque jour une centaine de vidéos de Let's Play sur YouTube.
À la suite de ce succès qu'Edmund McMillen n'espérait pas, il est contacté par Tyrone Rodriguez, fondateur du studio Nicalis, afin d'adapter le jeu sur consoles. McMillen est intéressé par l'idée mais n'a pas envie de gérer la partie commercialisation sur ces nouveaux supports. Il accepte alors la proposition de Nicalis avec toutefois des contraintes : le jeu se doit d'avoir le même contenu que l'opus précédent ainsi que le contenu qui était déjà prévu pour la seconde extension, des graphismes 16 bits et un mode multijoueur local. Nicalis accepte ces conditions et le développement du projet Rebirth commence.

### Conception
Rebirth est développé par Nicalis tandis que Edmund McMillen se préoccupe uniquement du design du jeu. Le principal objectif de Rebirth est de redévelopper le jeu original afin de se débarrasser des contraintes du précédent moteur, réalisé en Flash, et ainsi développer de nouvelles fonctionnalités, imposés pour des raisons techniques jusqu'alors. Alors que le moteur Flash ne fonctionnait que sur PC, Rebirth est prévu dès le début pour PlayStation 4, PlayStation Vita, Microsoft Windows, Mac OS X et Linux. La Xbox One et la Wii U sont également confirmés lors du développement. D'autres plates-formes ont été envisagées, notamment la PlayStation 3 et iOS.
Une des principales nouveautés qu'Edmund a voulu intégrer est le mode multijoueur. Ce mode n'est disponible qu'en local, sur le même écran, et non en ligne, afin d'éviter d'allonger le temps de développement,,.
Dès le début du projet, McMillen annonce que les principales nouveautés seront l'ajout du mode multijoueur local et une refonte graphique en 16 bits, afin de rafraichir le style du jeu.

### Bande son
Les musiques du jeu reprennent des thèmes déjà apparus dans The Binding of Isaac, originellement composées par Danny Baranowsky, ainsi que de nouvelles musiques, composées par Matthias Bossi et Jon Evans. La bande son, ainsi que celles des extensions Afterbirth, Afterbirth+ et Repentance sont commercialisées via Bandcamp et Steam,,,,.

## Accueil

### Critique
Le jeu a reçu dès sa sortie de nombreuses critiques positives, l’agrégateur Metacritic donnant une note de 86 sur 100 au jeu. La plupart des critiques négatives portent sur le manque de nouveautés. Destructoid donne au jeu la note maximale de 10 sur 10, louant les améliorations très nettes par rapport à The Binding of Isaac et les nouveautés. Le test est conclu par : « Rebirth est une expérience incroyable qu'il ne faut pas rater. Descendez dans le sous-sol, fermez la trappe derrière vous et ne vous retournez pas. »
Jeuxvideo.com et Gamekult partagent un avis similaire : le jeu reste fidèle à son public tout en ajoutant un volume important de contenu, et les nouveautés (dont le multijoueur et la sauvegarde) sont un plus non négligeable. Cependant, la refonte graphique reste discutable et la bande son est également pauvre selon les deux médias. Enfin, la réutilisation du scénario et le concept de base identique peuvent réduire l'intérêt du jeu pour ceux ayant déjà fini le premier opus. Jeuxvideo.com tempère ses propos en concluant toutefois par : « Quant aux vétérans de The Binding of Isaac, le contenu supplémentaire et les divers ajouts devraient leur faire suffisamment de gringue pour les persuader de tenter l'aventure... Ça a été mon cas et j'en suis satisfait. » De la même façon, Gamekult montre que des améliorations sont encore possibles : « Pas le Binding of Isaac ultime qui réunirait le meilleur de chaque monde, mais très certainement l'édition de référence pour tout nouvel arrivant. De toute façon, les autres l'ont déjà acheté »,.
Les joueurs étaient également réticents à propos du changement graphique : beaucoup ont été surpris par les premières images du jeu dévoilées et ont exprimé leurs inquiétudes. En réponse, Edmund McMillen a intégré au jeu une option, appelé Flash effect, afin d'obtenir un rendu proche de la version originale.

### Ventes
En septembre 2017, le site Steam Spy estime que le jeu est possédé par plus de 2 millions de joueurs sur Steam. Ce même mois, le site VGChartz estime que 70 000 copies physiques du jeu ont été vendues sur Nintendo Switch.

## Extensions

### Afterbirth
Peu après la sortie du jeu, Edmund McMillen annonce une extension payante, nommée Afterbirth, venant compléter le jeu. Pendant plusieurs mois de développement, le créateur du jeu publie chaque semaine des informations sur les nouveautés et fait appel à sa communauté de joueurs, via Reddit, pour décider ce qui apparaitra dans ce DLC,,. Finalement, l'extension propose entre autres des nouvelles fins alternatives, deux nouveaux personnages jouables et des centaines de nouveaux ennemis et items.
L'extension sort le 30 octobre 2015 sur Steam et est suivi de plusieurs patchs lors du mois de novembre. Elle sort également sur Playstation 4 et Xbox One lors du premier semestre 2016 et aucune date n'est avancée pour les autres consoles par Nicalis.
Dès sa sortie, des joueurs, principalement regroupés sur Reddit, pensent avoir découvert plusieurs bugs, mais ceux-ci sont réglés via un patch, sorti 109 heures après la sortie de l'extension. Ceci est un clin d’œil des développeurs à la découverte originale de The Lost, un personnage jouable dont la méthode pour le débloquer est complexe à découvrir mais qui avait été dévoilé 109 heures après la sortie de Rebirth, grâce à de la manipulation des données du jeu. Malgré cette mise à jour, ces joueurs remarquent que des éléments promis dans l'extension ne semble pas disponible et cherchent donc des indices. Il s'ensuit une chasse au trésor, où Edmund McMillen va jusqu'à placer des affiches et enterrer une figurine à Santa Ana, afin de mettre en place une énigme. Les joueurs résolvent finalement l'énigme et les développeurs sortent un nouveau patch, débloquant les éléments promis, dont un nouveau personnage et de nouveaux items,.
Ce contenu est noté 17/20 par Jeuxvideo.com, comme le jeu principal.

### Afterbirth†
Le 7 décembre 2015, McMillen et Tyrone Rodriguez annoncent le développement d'un second DLC, baptisé « Afterbirth † », qui incorpore un éditeur, supportant le langage de programmation Lua, permettant aux possesseurs du jeu de créer des niveaux, des ennemis ainsi que redévelopper les mécanismes du jeu.
Bien que l'extension soit prévue pour la plupart des systèmes, l'éditeur ne sera disponible que pour Windows. Celle-ci est proposée le 3 janvier 2017 sur Steam.
Afterbirth † sort sur Switch en 2017 et reçoit la note de 16/20 sur Jeuxvideo.com

### Repentance
Le 30 août 2018, le titre du dernier DLC du jeu a été révélé sur YouTube par Nicalis. Edmund McMillen confirmera le lendemain qu'il s'agit du dernier DLC pour The Binding of Isaac: Rebirth, et que ce DLC inclura le célèbre fan mod The Binding of Isaac: Antibirth. Le 1er janvier 2021, McMillen diffuse sur YouTube la bande-annonce d'un troisième DLC, baptisé « Repentance », et dévoile sa date de sortie. Repentance sort sur Steam le 31 mars 2021 et l'été suivant sur consoles. Le DLC contient des chapitres inédits, un nouveau boss final, deux nouveaux personnages et des versions alternatives (appelées Tainted soit « Tâchées » ou « Corrompues ») de tous les personnages existants soit 19 nouveaux personnages jouables, ainsi que du nouveau contenu sur l'ensemble du jeu (ennemis, objets, salles) et deux fins du jeu alternatives.

### Repentance+
Le DLC gratuit Repentance+ est sorti sur Steam en version bêta le 19 novembre 2024. Il ajoute le mode online permettant de jouer en ligne, que ce soit en public ou en privé, et fait quelques ajustements de puissance sur certains objets.